# Baltasar Saldoni
Baltasar Saldoni y Remendo (Barcelona, 4 de enero de 1807-Madrid, 3 de diciembre de 1889) fue un compositor y musicólogo español.

## Biografía
Nació en Barcelona el 4 de enero de 1807, hijo de José Saldoni y Teresa Remendo. De pequeño fue monaguillo en el monasterio de Montserrat y ya mostraba una fuerte inclinación musical. Con cinco años comenzó a estudiar música en la iglesia de Santa María del Mar. Aprende composición y a tocar varios instrumentos. A partir del año 1822 estudió en Barcelona de la mano de Mateo Ferrer y Oller y Francesc Queralt. También en Barcelona concursa por el cargo de organista de la iglesia de Santa María del Mar, que no consigue. En esta época sigue creando música tanto profana como religiosa.
En 1829 se trasladó a Madrid y se relacionó con Ramón Carnicer y Batlle. Al año siguiente obtuvo la plaza de profesor de solfeo en el conservatorio de María Cristina, recientemente creado, y escribe un Método de solfeo y canto que se utilizó con bastante éxito. Posteriormente llega a ser director de dicho conservatorio. En Madrid intentó el éxito con la ópera italiana, componiendo algunas de las últimas óperas creadas en Europa sobre libretos de Metastasio. Contribuyó también al renacimiento de la zarzuela con la composición de algunos títulos.
En 1850 su posición se orienta hacia la historiografía musical. Empieza a reunir materiales durante diez años que acabarán formado parte de la obra más relevante del autor, el Diccionario biográfico-bibliográfico de efemérides de músicos españoles. Esta obra consta de cuatro volúmenes, de los cuales el primero es publicado en 1868 y el último en 1881. Como indica su nombre, la obra tiene forma de «efemérides», por lo que los datos son ordenados en forma de calendario atendiendo al mes, día y año en el que sucedieron. Para facilitar su localización la obra consta de unos índices al final de cada mes con los nombres de aquellas personas cuyas efemérides se cumplían en dichos meses. La obra también alberga otras secciones como el catálogo, en el que se agrupan los músicos cuya fecha de nacimiento y muerte desconocía Saldoni. O las variedades, que consiste en un auténtico cajón de sastre donde aparecen interesantes noticias de los temas más diversos, numerosas anécdotas y notas sueltas.
Pese a presentar esta forma ambigua; la cual estaba de moda por aquel entonces, el Diccionario biográfico-bibliográfico de efemérides de músicos españoles es sin lugar a duda una importantísima obra de la historiografía de la música española del siglo XIX, la cual muestra a Baltasar Saldoni como un precursor de la musicología en España.

## Obras

### Composiciones
- 1826 El triunfo del amor, ópera, Barcelona. Libreto de José Alegret.
- 1832 Los enredos de un curioso, ópera, Conservatorio de María Cristina de Madrid, en colaboración con Ramón Carnicer y Batlle y Pedro Albéniz. Libreto de Félix Enciso Castrillón.
- 1833 Saladino e Clotilde, ópera, Madrid.
- 1838 Ipermestra, ópera, Madrid, 20 de enero de 1838. Libreto de Ignazio Pasini.
- 1840 Cleonice, regina di Siria, ópera, Madrid, 24 de enero de 1840.
- 1844 Boabdil, último rey de Granada, ópera. Libreto de Miguel González Aurioles.
- 1853 El rey y la costurera, zarzuela.
- 1855 Guzmán el Bueno.
- 1857 La corte de Mónaco, zarzuela, Madrid, 16 de febrero de 1857. Libreto de Ramón de Navarrete.
- 1864 Los maridos en las máscaras, Barcelona, 26 de agosto de 1864.

### Obras historiográficas
- 1856 Reseña histórica de la escolanía o colegio de música de la Virgen de Montserrat.
- 1868-1881 Diccionario biográfico-bibliográfico de efemérides de músicos españoles.